# Xylella fastidiosa
Xylella fastidiosa je gramnegativna aerobna bakterija iz monofiletskega rodu Xylella. Gre za rastlinski patogen, ki ga prenašajo zgolj žuželke, ki se hranijo s ksilemskim sokom.

## Škodljivost
V Evropi je ta bakterija povzročiteljica bakterijskega ožiga oljk, prenašalka patogena pa je navadna slinarica.